# La Rochepot
Pour les articles homonymes, voir La Rochepot (homonymie).
La Rochepot est une commune française située dans le canton d'Arnay-le-Duc du département de la Côte-d'Or, en région Bourgogne-Franche-Comté.

## Géographie

### Climat
Pour des articles plus généraux, voir Climat de la Bourgogne-Franche-Comté et Climat de la Côte-d'Or.
En 2010, le climat de la commune est de type climat océanique dégradé des plaines du Centre et du Nord, selon une étude du Centre national de la recherche scientifique s'appuyant sur une série de données couvrant la période 1971-2000. En 2020, Météo-France publie une typologie des climats de la France métropolitaine dans laquelle la commune est exposée à un climat océanique altéré et est dans la région climatique Bourgogne, vallée de la Saône, caractérisée par un bon ensoleillement (1 900 h/an), un été chaud (18,5 °C), un air sec au printemps et en été et des vents faibles.
Pour la période 1971-2000, la température annuelle moyenne est de 10,1 °C, avec une amplitude thermique annuelle de 17 °C. Le cumul annuel moyen de précipitations est de 863 mm, avec 13 jours de précipitations en janvier et 7,6 jours en juillet. Pour la période 1991-2020, la température moyenne annuelle observée sur la station météorologique installée sur la commune est de 10,6 °C et le cumul annuel moyen de précipitations est de 849,5 mm,. Pour l'avenir, les paramètres climatiques de la commune estimés pour 2050 selon différents scénarios d'émission de gaz à effet de serre sont consultables sur un site dédié publié par Météo-France en novembre 2022.
| Mois                                  | jan.           | fév.           | mars           | avril           | mai           | juin          | jui.         | août         | sep.          | oct.            | nov.           | déc.            | année    |
| ------------------------------------- | -------------- | -------------- | -------------- | --------------- | ------------- | ------------- | ------------ | ------------ | ------------- | --------------- | -------------- | --------------- | -------- |
| Température minimale moyenne (°C)     | −0,9           | −0,7           | 1,9            | 4,2             | 8,2           | 11,6          | 13,5         | 13,2         | 9,7           | 6,6             | 2,5            | −0,1            | 5,8      |
| Température moyenne (°C)              | 2,1            | 3,1            | 6,8            | 9,9             | 13,9          | 17,6          | 19,7         | 19,4         | 15,2          | 10,9            | 5,8            | 2,8             | 10,6     |
| Température maximale moyenne (°C)     | 5              | 6,9            | 11,7           | 15,5            | 19,6          | 23,6          | 25,9         | 25,6         | 20,6          | 15,2            | 9,2            | 5,7             | 15,4     |
| Record de froid (°C) date du record   | −21 09.01.1985 | −20 10.02.1956 | −14,5 01.03.05 | −5,5 08.04.1956 | −3 03.05.1979 | 1,5 04.06.01  | 4 01.07.1960 | 0 01.08.1960 | 0 30.09.1995  | −6 29.10.12     | −11 23.11.1998 | −18 20.12.09    | −21 1985 |
| Record de chaleur (°C) date du record | 15,9 01.01.23  | 20,4 27.02.19  | 23,8 31.03.21  | 28,5 17.04.1949 | 32 25.05.09   | 36,2 27.06.19 | 38 31.07.20  | 39 12.08.03  | 34 03.09.1962 | 28,5 05.10.1966 | 21,1 07.11.15  | 17,5 04.12.1953 | 39 2003  |
| Précipitations (mm)                   | 69,7           | 57             | 55,6           | 65              | 79,9          | 69,6          | 71,6         | 60,9         | 67            | 84,3            | 90,1           | 78,8            | 849,5    |

## Urbanisme

### Typologie
Au 1er janvier 2024, La Rochepot est catégorisée commune rurale à habitat dispersé, selon la nouvelle grille communale de densité à 7 niveaux définie par l'Insee en 2022.
Elle est située hors unité urbaine. Par ailleurs la commune fait partie de l'aire d'attraction de Beaune, dont elle est une commune de la couronne,. Cette aire, qui regroupe 64 communes, est catégorisée dans les aires de 50 000 à moins de 200 000 habitants,.

### Occupation des sols
L'occupation des sols de la commune, telle qu'elle ressort de la base de données européenne d’occupation biophysique des sols Corine Land Cover (CLC), est marquée par l'importance des territoires agricoles (51,2 % en 2018), en diminution par rapport à 1990 (58,9 %). La répartition détaillée en 2018 est la suivante : prairies (26,1 %), milieux à végétation arbustive et/ou herbacée (25,6 %), forêts (18,9 %), zones agricoles hétérogènes (13,1 %), terres arables (9,5 %), mines, décharges et chantiers (2,4 %), cultures permanentes (2,4 %), zones urbanisées (2 %). L'évolution de l’occupation des sols de la commune et de ses infrastructures peut être observée sur les différentes représentations cartographiques du territoire : la carte de Cassini (XVIIIe siècle), la carte d'état-major (1820-1866) et les cartes ou photos aériennes de l'IGN pour la période actuelle (1950 à aujourd'hui).

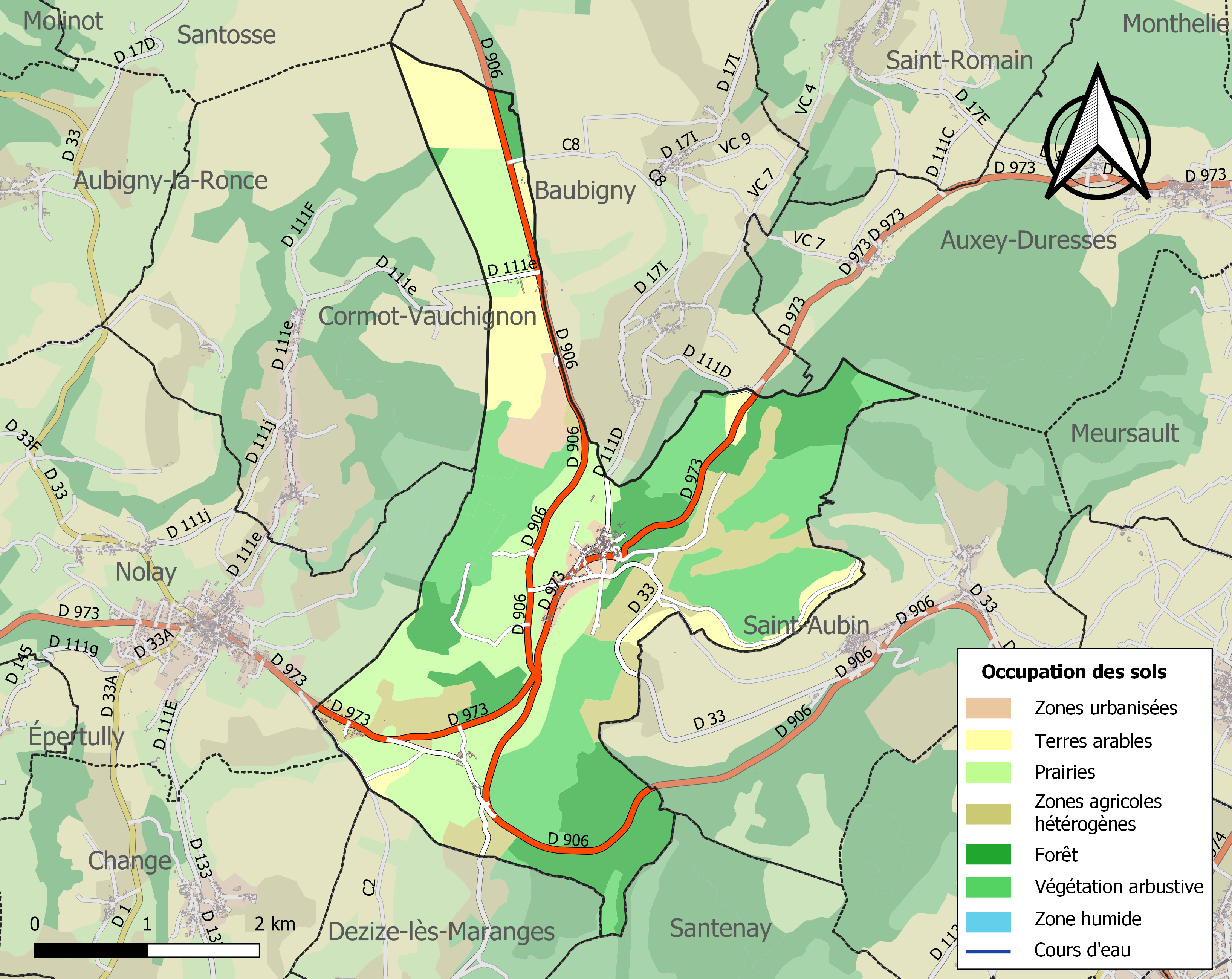
Carte des infrastructures et de l'occupation des sols de la commune en 2018 (CLC).

## Histoire
La commune de La Rochepot voit ses premières mentions remontent à l'an 1180, sous le nom de Château de la Roche Nolay. En 1403, le chevalier Régnier Pot achète le château fort et le débaptise. La commune de La Rochepot est connue par ses traditions viticoles millénaires. Les cépages de vigne principaux sont le Pinot noir et le Chardonnay.
Au cours de la période révolutionnaire de la Convention nationale (1792-1795), la commune a porté le nom de Roche-Fidèle.

## Politique et administration
| Période                                  | Période   | Identité         | Étiquette | Qualité |
| ---------------------------------------- | --------- | ---------------- | --------- | ------- |
| mars 2001                                | mars 2008 | Michel Billard   |           |         |
| mars 2008                                | juin 2020 | Jérôme Billard   |           |         |
| juin 2020                                | En cours  | Véronique Richer |           |         |
| Les données manquantes sont à compléter. |           |                  |           |         |

## Démographie
L'évolution du nombre d'habitants est connue à travers les recensements de la population effectués dans la commune depuis 1793. Pour les communes de moins de 10 000 habitants, une enquête de recensement portant sur toute la population est réalisée tous les cinq ans, les populations de référence des années intermédiaires étant quant à elles estimées par interpolation ou extrapolation. Pour la commune, le premier recensement exhaustif entrant dans le cadre du nouveau dispositif a été réalisé en 2005.

En 2022, la commune comptait 281 habitants, en évolution de −2,77 % par rapport à 2016 (Côte-d'Or : +0,82 %, France hors Mayotte : +2,11 %).
| 1793 | 1800 | 1806 | 1821 | 1836 | 1841 | 1846 | 1851 | 1856 |
| ---- | ---- | ---- | ---- | ---- | ---- | ---- | ---- | ---- |
| 510  | 447  | 464  | 450  | 556  | 617  | 692  | 582  | 598  |

| 1861 | 1866 | 1872 | 1876 | 1881 | 1886 | 1891 | 1896 | 1901 |
| ---- | ---- | ---- | ---- | ---- | ---- | ---- | ---- | ---- |
| 545  | 530  | 531  | 580  | 635  | 624  | 604  | 515  | 494  |

| 1906 | 1911 | 1921 | 1926 | 1931 | 1936 | 1946 | 1954 | 1962 |
| ---- | ---- | ---- | ---- | ---- | ---- | ---- | ---- | ---- |
| 540  | 501  | 347  | 334  | 361  | 323  | 267  | 318  | 287  |

| 1968 | 1975 | 1982 | 1990 | 1999 | 2005 | 2006 | 2010 | 2015 |
| ---- | ---- | ---- | ---- | ---- | ---- | ---- | ---- | ---- |
| 275  | 258  | 272  | 241  | 260  | 278  | 278  | 280  | 288  |

| 2020 | 2022 | - | - | - | - | - | - | - |
| ---- | ---- | - | - | - | - | - | - | - |
| 281  | 281  | - | - | - | - | - | - | - |

## Économie
En 2010, d’entre les 171 habitants en âge de travailler (15-64 ans), les 120 étaient économiquement actifs, les 51 — inactifs (taux d’activité — 70,2 %, en 1999 — 71,9 %). D’entre les 120 habitants actifs, les 115 avaient un emploi (65 hommes et 50 femmes), les 5 (3 hommes et 2 femmes) étaient  chômeurs.  D’entre 51 habitants inactifs, les 14 étaient écoliers ou étudiants, les 24 — retraités, et les 13 étaient inactifs pour d’autres raisons.

## Culture locale et patrimoine

### Lieux et monuments
- Château de la Rochepot (XIIe siècle)
- Église Notre-Dame-de-la-Nativité de La Rochepot (XIIe siècle)
- Allée couverte de la Chaume
- le garage du Relairoute de Bel-Air-La Rochepot, où a été tournée une scène du film Le Cercle rouge avec Alain Delon dans le rôle de Corey[18].

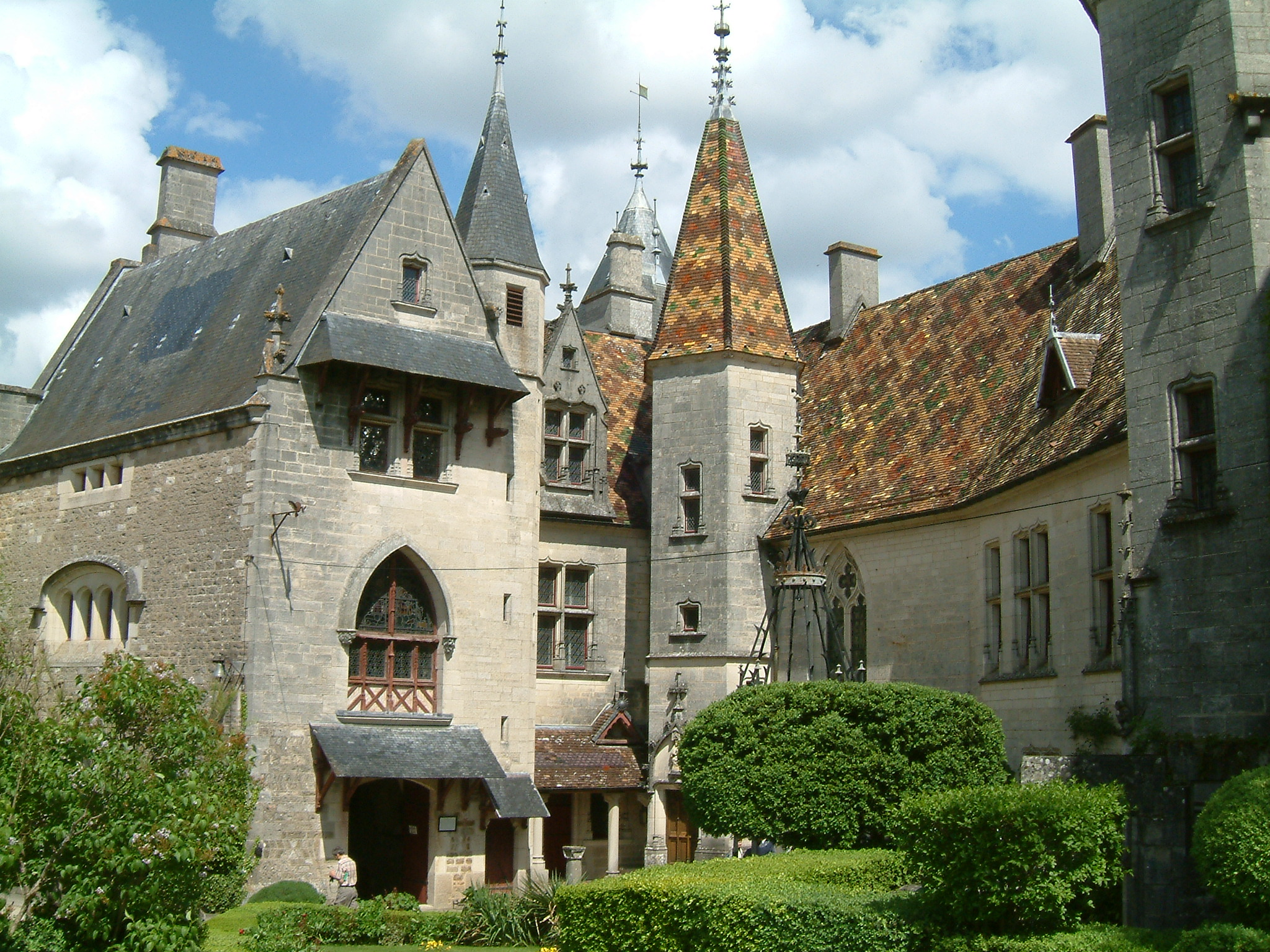
Château de la Rochepot.
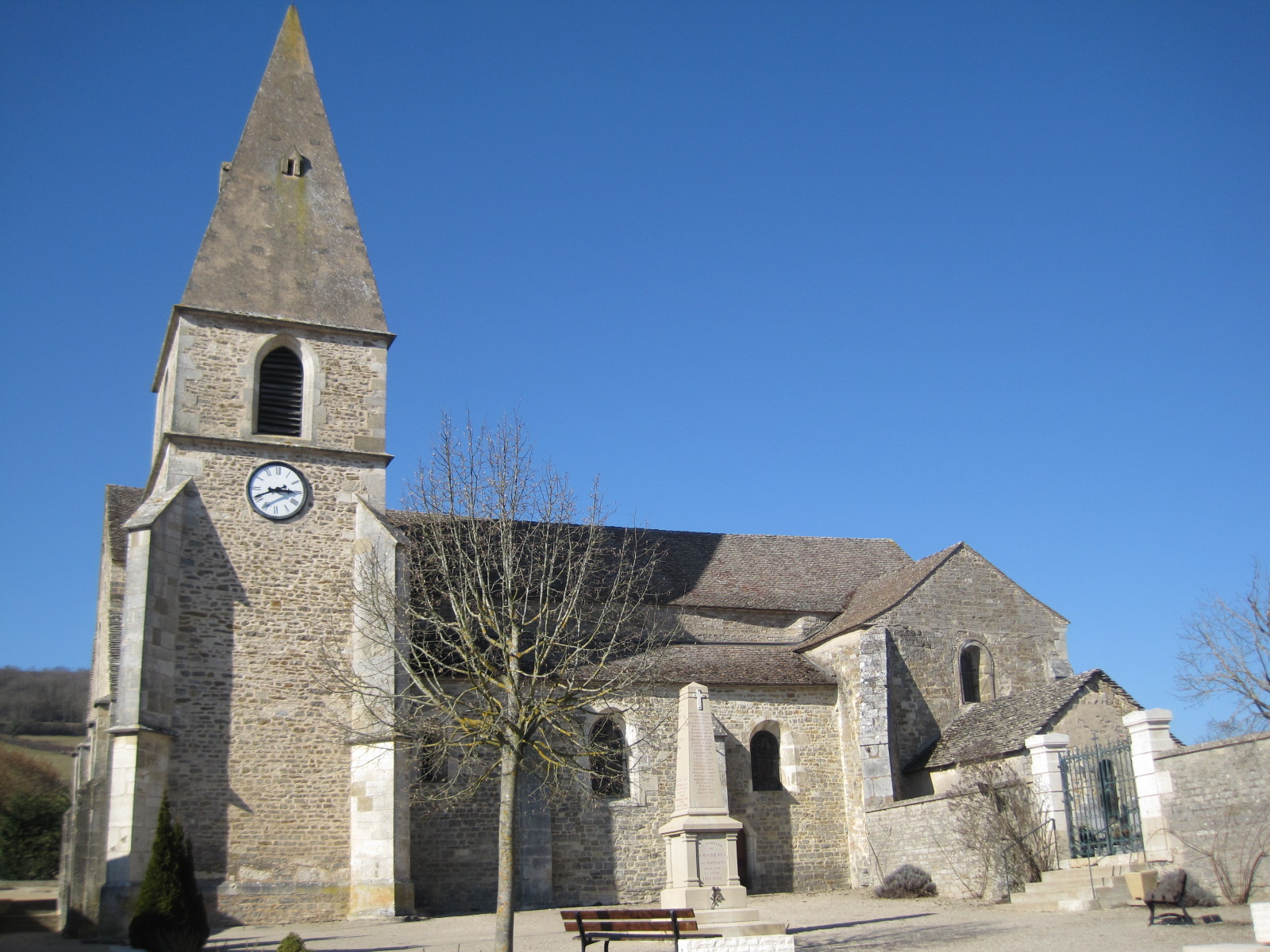
Église Notre-Dame-de-la-Nativité de La Rochepot.
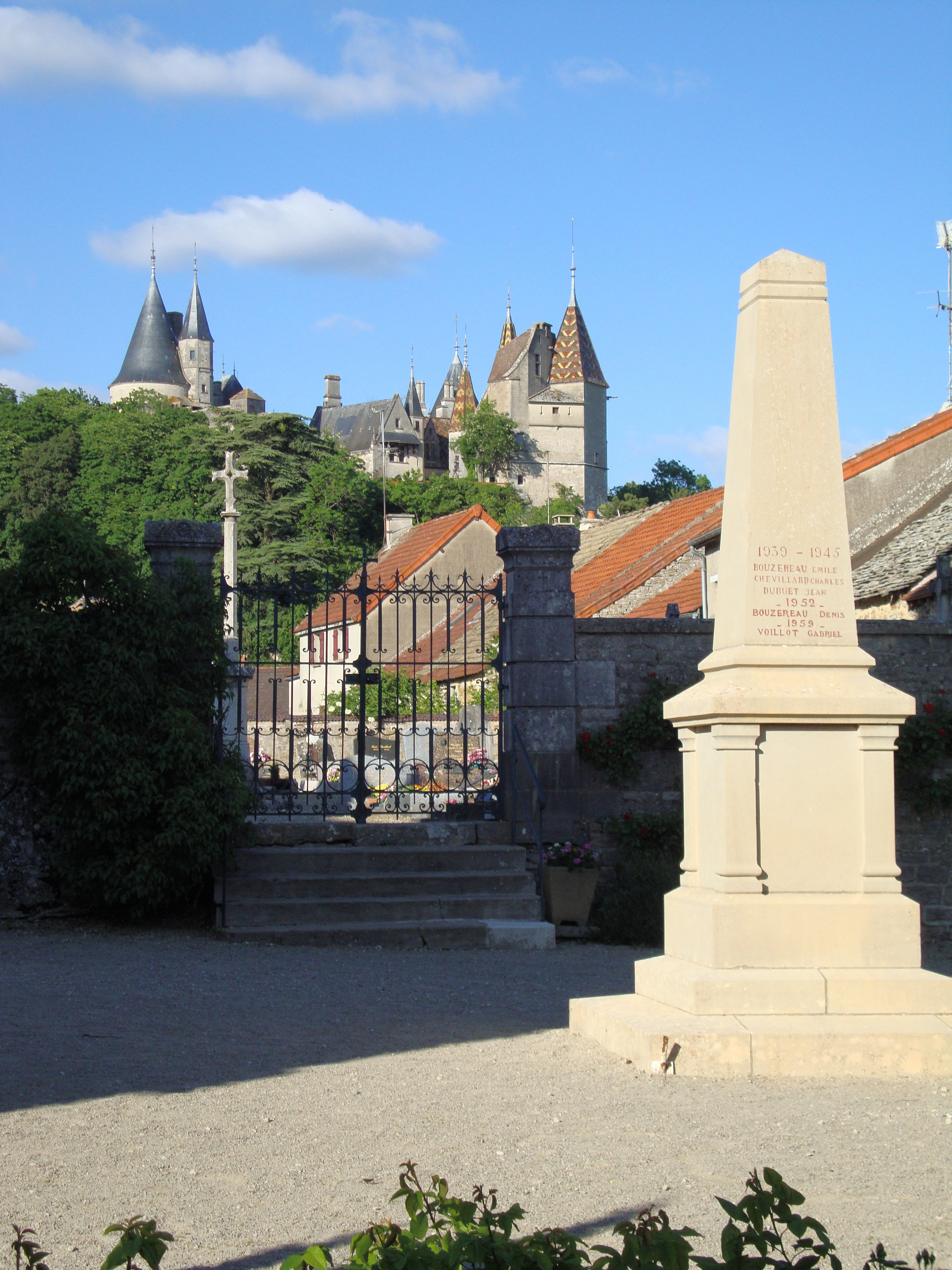
La Rochepot, monument aux morts; au fond le château.
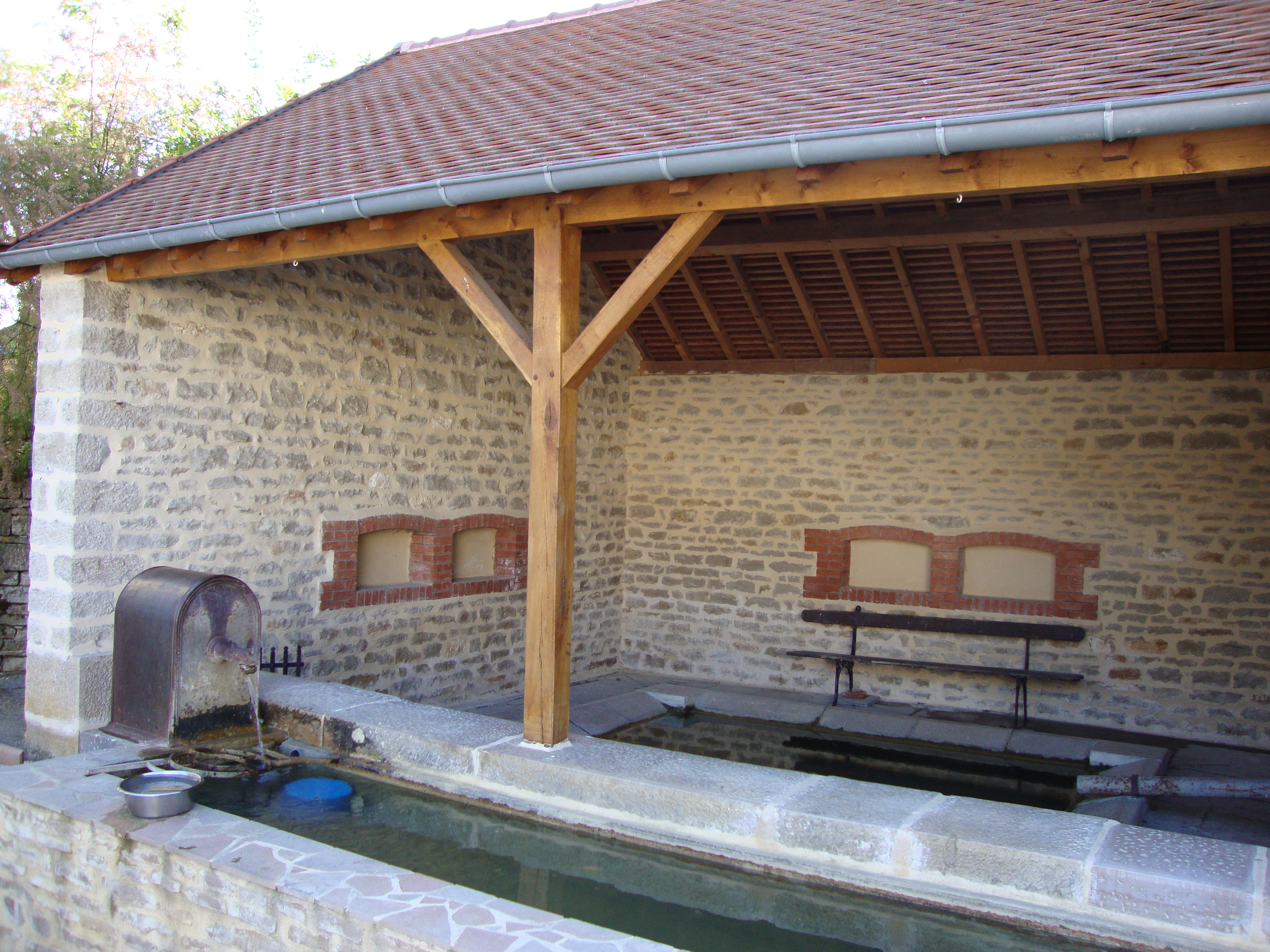
La Rochepot, lavoir.
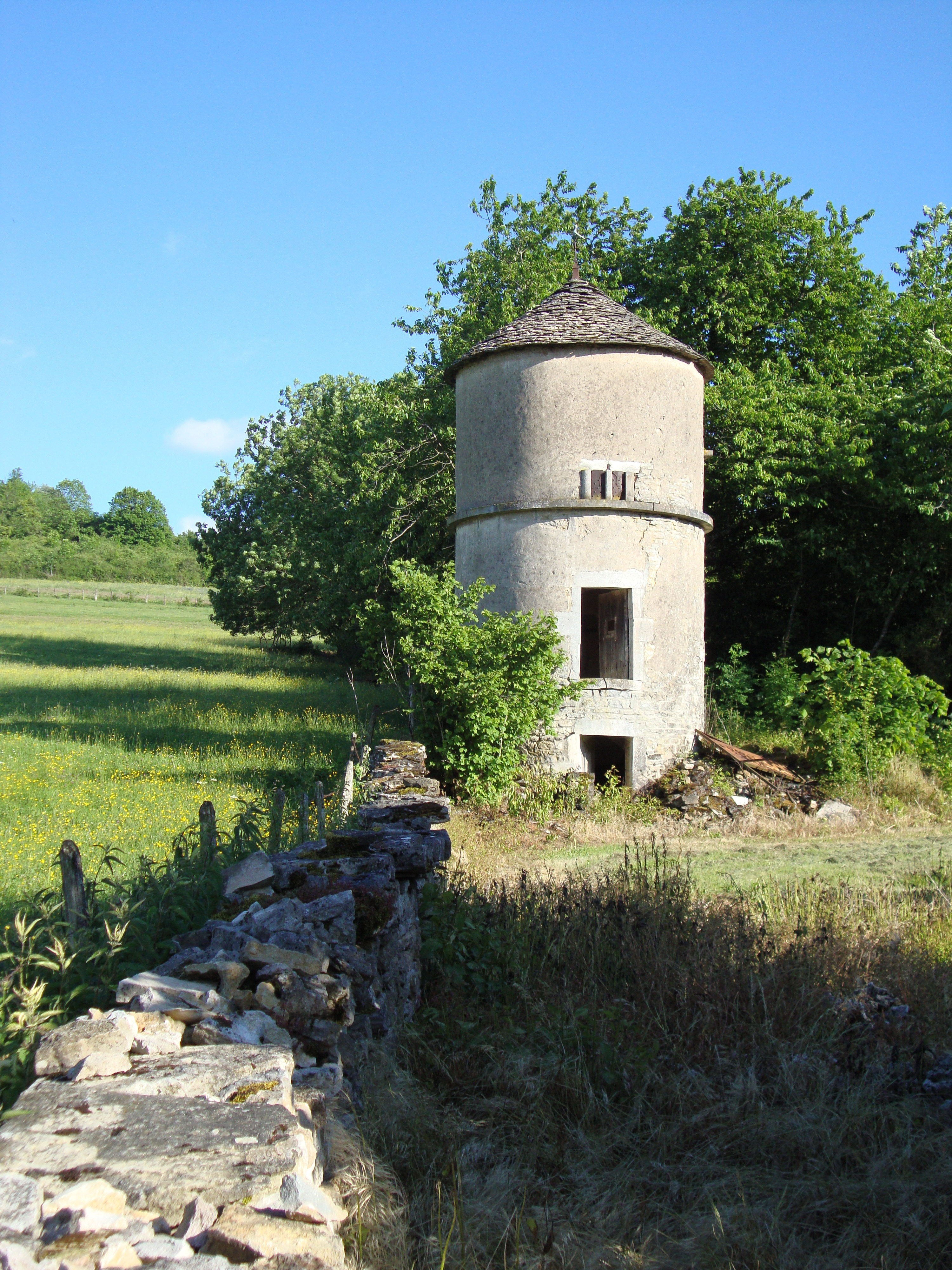
La Rochepot, colombier.
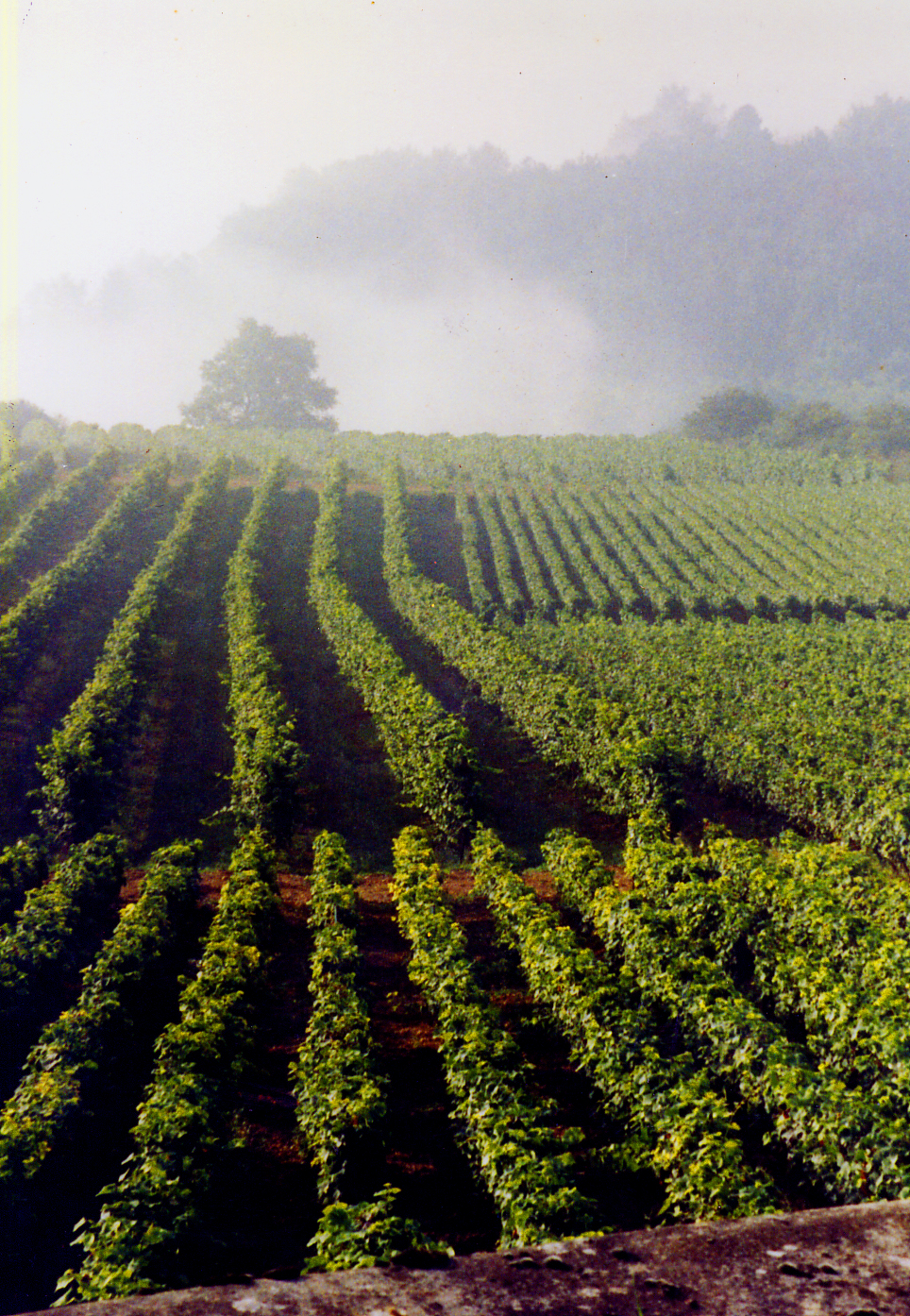
La Rochepot, vignoble.

### Personnalités liées à la commune
- Philippe Pot (1428-1493) seigneur de La Roche et de Thorey-sur-Ouche, diplomate, chevalier de la Toison d'or, Grand sénéchal de Bourgogne.
- Louis Gonnet, dit frère Réticius, membre de l'Institut des Frères des écoles chrétiennes, né le 6 avril 1837 à La Rochepot, visiteur provincial au Canada à partir de 1880[19].

### Héraldique
| Blason de La Rochepot | Blason  | Parti : au 1er cinq points d'azur équipolés à quatre points d'or, au 2e d'argent au badelaire dans son fourreau de gueules, posé en bande, la pointe à senestre, la poignée, la garde et la bouterolle d'or, virolé et lié du même, appendu à la boucle d'or d'un ceinturon de gueules, formant la lettre S et percé en chef de trois trous de sable. |
| Blason de La Rochepot | Détails | Le statut officiel du blason reste à déterminer. |